# Projektantki
Projektantki (ang. Designing Women, 1986–1993) – amerykański serial komediowy wyprodukowany przez Bloodworth-Thomason, Mozark Productions i Columbia Pictures Television.
Jego światowa premiera odbyła się 29 września 1986 roku na kanale CBS. Ostatni odcinek został wyemitowany 24 maja 1993 roku. W Polsce serial nadawany był na antenie TVP2.

## Obsada

### Główni
- Dixie Carter jako Julia Sugarbaker
- Annie Potts jako Mary Jo Shively
- Meshach Taylor jako Anthony Bouvier
- Delta Burke jako Suzanne Sugarbaker Goff Dent Stonecipher (serie I-V)
- Jean Smart jako Charlene Frazier Stillfield (serie I-V)
- Julia Duffy jako Allison Sugarbaker (seria VI)
- Jan Hooks jako Carlene Frazier Dobber (serie VI-VII)
- Judith Ivey jako Bonnie Jean „B.J.” Poteet (seria VII)

### Pozostali
- Alice Ghostley jako Bernice Clifton
- Hal Holbrook jako Reese Watson (serie I-V)
- Richard Gilliland jako James Dean „J.D.” Shackelford (serie I-V)
- Douglas Barr jako pułkownik William „Bill” Stillfield (serie II-V)
- Sheryl Lee Ralph jako Etienne Toussaint-Bouvier (seria VII)
- Priscilla Weems jako Claudia Marie Shively
- Brian Lando jako Quinton „Quint” Shively
- Scott Bakula jako doktor Theodore „Ted” Shively (serie I-III)
- George Newbern jako Payne McElroy (serie I-II, IV, VI)
- Olivia Brown jako Vanessa Hargraves (seria IV)